# Ghymes
A Ghymes szlovákiai magyar zenészekből álló együttes. A Nyitrai Pedagógiai Főiskolán alakult 1983-ban, tagjai előtte rockot, komolyzenét, régizenét játszottak. Első táncházaikat és népzenei koncertjeiket a Nyitra melletti Gímes (régi írással Ghymes) községben rendezett ifjúsági táborban tartották, innen ered a Ghymes név, amit 1984-ben vett fel a zenekar. Zenéjük magyar, közép- és kelet-európai gyökerekből táplálkozik. A népzenei alapok, a saját alkotó elképzelések és improvizációk alapján kialakult az egyedi hangzásviláguk, a Ghymes-zene.
A zenekar alapító tagjai a Szarka testvérek: Gyula és Tamás, akik 2011. március 14-én megosztott Kossuth-díjban részesültek.

## Története
Az együttes 1983-ban alakult szlovákiai magyar zenészekből a Nyitrai Pedagógiai Főiskolán. Kezdetben autentikus népzenét játszottak.
Bár az 1990-es évek elejétől Budapesten is felléptek és 1997 táján saját klubot is indítottak a Fonó Budai Zeneházban, Magyarországon azonban csak 1998 után  – Rege című lemezük után – lettek népszerűek.
35 évig Ghymes volt a zenekar neve. 2019-től azonban már Szarka Tamás & Ghymes néven léptek fel.
A Ghymes Fesztivált, saját összművészeti (irodalmi, színházi, zenei) fesztiváljukat 12. alkalommal rendezték meg 2018-ban, a szigligeti várban.  
Alapító, állandó tagok
- Szarka Gyula – ének, bőgő, gitár, tökcitera, fretless bass, lant, szájbőgő, kórus
- Szarka Tamás – ének, hegedű, koboz, gitár, bőgő, fretless bass, ütősök, nagydob, tökcitera, szájbőgő, kórus

## Diszkográfia
- 1988: Az ifjúság sólyommadár
- 1991: Ghýmes
- 1993: Üzenet
- 1995: Bennünk van a kutyavér
- 1996: Tűzugrás
- 1998: Rege
- 2000: Smaragdváros
- 2001: Üzenet (újrakiadás)
- 2002: Héjavarázs
- 2003: Ghymes koncert
- 2004: éGHYMESe
- 2005: Csak a világ végire...
- 2006: Messzerepülő
- 2007: Mendika
- 2008: Álombálom
- 2010: Bennünk van a kutyavér 2010
- 2010: Szikraszemű
- 2012: 30 Fényév
- 2016: Mennyből az angyal

Egyéb Ghymes lemezek:
- 2001: A nagy mesealbum (mint közreműködő)
- 2002: Bakaballada (Hobóval)
- 2003: A nagy mesealbum II
- 2006: Üvegtigris 2

Szólólemezek:

Szarka Gyula
- 2004: Alku
- 2007: Bor és a lányka
- 2009: Toldi

Szarka Tamás
- 2004: Anonymus
- 2008: Anonymus hangoskönyv I

## Díjai, elismerései
- Nyitott Európáért díj (1999)
- Don Quijote-díj (2001)
- Magyar Művészetért díj (2001)
- Arany Zsiráf díj – world music/jazz kategória (2001, 2002)
- eMeRTon-díj – a legjobb határon túli magyar zenekar (2002)
- Artisjus-díj (2005)
- Fonogram díj (2005)
- Bartók Béla-emlékdíj (2006)
- Pro Renovanda Cultura Hungariae Alapítvány Díja – Kemény Zsigmond-díj (2008)
- Magyar Örökség díj (2008)
- Kossuth-díj (2011)